# Haliclona strongylata
Haliclona strongylata är en svampdjursart som först beskrevs av Claude Lévi 1983.  Haliclona strongylata ingår i släktet Haliclona och familjen Chalinidae.
Artens utbredningsområde är Nya Kaledonien. Inga underarter finns listade i Catalogue of Life.